# Sarah Konrad
Sarah Konrad (* 26. August 1967 in Bishop, Kalifornien) ist eine ehemalige US-amerikanische Skilangläuferin und Biathletin.
Sarah Konrad ist promovierte Geologin der University of Wyoming. Sie begann erst sehr spät mit dem Leistungssport. Erst im Alter von 31 Jahren startete sie auf nationaler Ebene an Wettkämpfen im Skilanglauf. 1999 nahm sie an ersten internationalen Rennen teil. Im Dezember 2000 konnte sie beim Continental Cup in Valcartier als Zweite über 15 Kilometer und als Dritte im 10-Kilometer-Rennen erste gute Platzierungen erreichen. Ihr Debüt im Skilanglauf-Weltcup gab sie 2001 in Soldier Hollow, wo sie 37. im Verfolgungsrennen wurde. In Marquette (Michigan) gewann sie im Februar 2001 ein erstes Continental-Cup-Rennen. 2002 gewann sie in Canmore ihren ersten nationalen Titel in einem 15-Kilometer-Rennen. 2004 gewann sie einen weiteren Titel in Rumford im 30-Kilometer-Rennen. Ende 2004 gewann sie zudem ein 10-Kilometer-Rennen im Rahmen des North-America-Cups. 2005 startete sie erstmals bei Nordischen Skiweltmeisterschaften in Oberstdorf und wurde 23. im 10-Kilometer-Rennen. Bei den Nordischen Skiweltmeisterschaften 2007 in Sapporo belegte sie den 55. Platz über 10 km Freistil und den 14. Rang mit der Staffel.
2003 begann Konrad zusätzlich zum Skilanglauf mit dem Biathlonsport. Dem US-amerikanischen Nationalkader gehört sie hier seit 2005 an. Ihr internationales Debüt gab sie 2004 bei einem Einzel in Geilo im Rahmen des Europacups. Im Biathlon-Weltcup startete Konrad erstmals 2005 in Antholz und wurde 83. in einem Einzel. In Hochfilzen trat sie 2005 auch erstmals bei Biathlon-Weltmeisterschaften an und erreichte als beste Platzierung einen 50. Platz im Einzel. 2006 gewann sie am Holmenkollen in Oslo als 30. im Sprint ihren einzigen Weltcuppunkt. Letztmals im Biathlon startete sie bei den Biathlon-Weltmeisterschaften 2007 in Antholz, wobei sie den 54. Platz im Sprint errang.
2006 trat Konrad bei den Olympischen Spielen von Turin sowohl im Langlauf als auch im Biathlon an. Im Skilanglauf wurde sie in Pragelato Plan im 30-Kilometer-Rennen 32. und im Biathlon-Einzel 62. und 75. im Sprint. Konrad war die erste Sportlerin aus den USA, die sich in zwei Disziplinen für Olympische Winterspiele qualifizieren konnte.

## Biathlon-Weltcup-Platzierungen
Die Tabelle zeigt alle Platzierungen (je nach Austragungsjahr einschließlich Olympische Spiele und Weltmeisterschaften).
- 1.–3. Platz: Anzahl der Podiumsplatzierungen
- Top 10: Anzahl der Platzierungen unter den ersten zehn (einschließlich Podium)
- Punkteränge: Anzahl der Platzierungen innerhalb der Punkteränge (einschließlich Podium und Top 10)
- Starts: Anzahl gelaufener Rennen in der jeweiligen Disziplin

| Platzierung                      | Einzel | Sprint | Verfolgung | Massenstart | Staffel | Gesamt |
| -------------------------------- | ------ | ------ | ---------- | ----------- | ------- | ------ |
| 1. Platz                         |        |        |            |             |         |        |
| 2. Platz                         |        |        |            |             |         |        |
| 3. Platz                         |        |        |            |             |         |        |
| Top 10                           |        |        |            |             |         |        |
| Punkteränge                      |        | 1      |            |             | 2       | 3      |
| Starts                           | 5      | 13     | 3          |             | 3       | 24     |
| Stand: nach der Saison 2009/2010 |        |        |            |             |         |        |